# فرانچسکو ایلی
فرانچسکو ایلی (مجاری: Illy Ferenc; ۷ اکتبر ۱۸۹۲ – ۱۹۵۶) کارآفرین و مخترع اهل مجارستان بود، که در سال ۱۹۳۳ شرکت ایلیکافه را تأسیس کرد.